# Krușovița, Plevna
Krușovița (în bulgară Крушовица) este un sat în comuna Dolni Dăbnik, regiunea Plevna,  Bulgaria. 

## Demografie
Componența etnică a satului Krușovița
     Nicio identificare (15,98%)
     Bulgari (71,39%)
     Turci (12,06%)
     Romi (0,34%)
     Altele (0,2%)
La recensământul din 2011, populația satului Krușovița era de 1.451 locuitori. Din punct de vedere etnic, majoritatea locuitorilor (71,39%) erau bulgari, cu o minoritate de turci (12,06%). Pentru 15,98% din locuitori nu este cunoscută apartenența etnică.